# Alfarería en la provincia de Valladolid
La alfarería en la provincia de Valladolid (España), al margen del tesoro arqueológico recuperado en los yacimientos localizados en su territorio, ha continuado una tradición mudéjar que en cotas de desarrollo como las alcanzadas en la primera mitad del siglo XX llegó a tener activos hornos y alfares en 25 localidades. Esta tradición viene continuada por la celebración anual de una popular feria alfarera en el paseo de Campo Grande de la capital pucelana. Destacan los focos artesanos de Arrabal de Portillo y dicha capital.

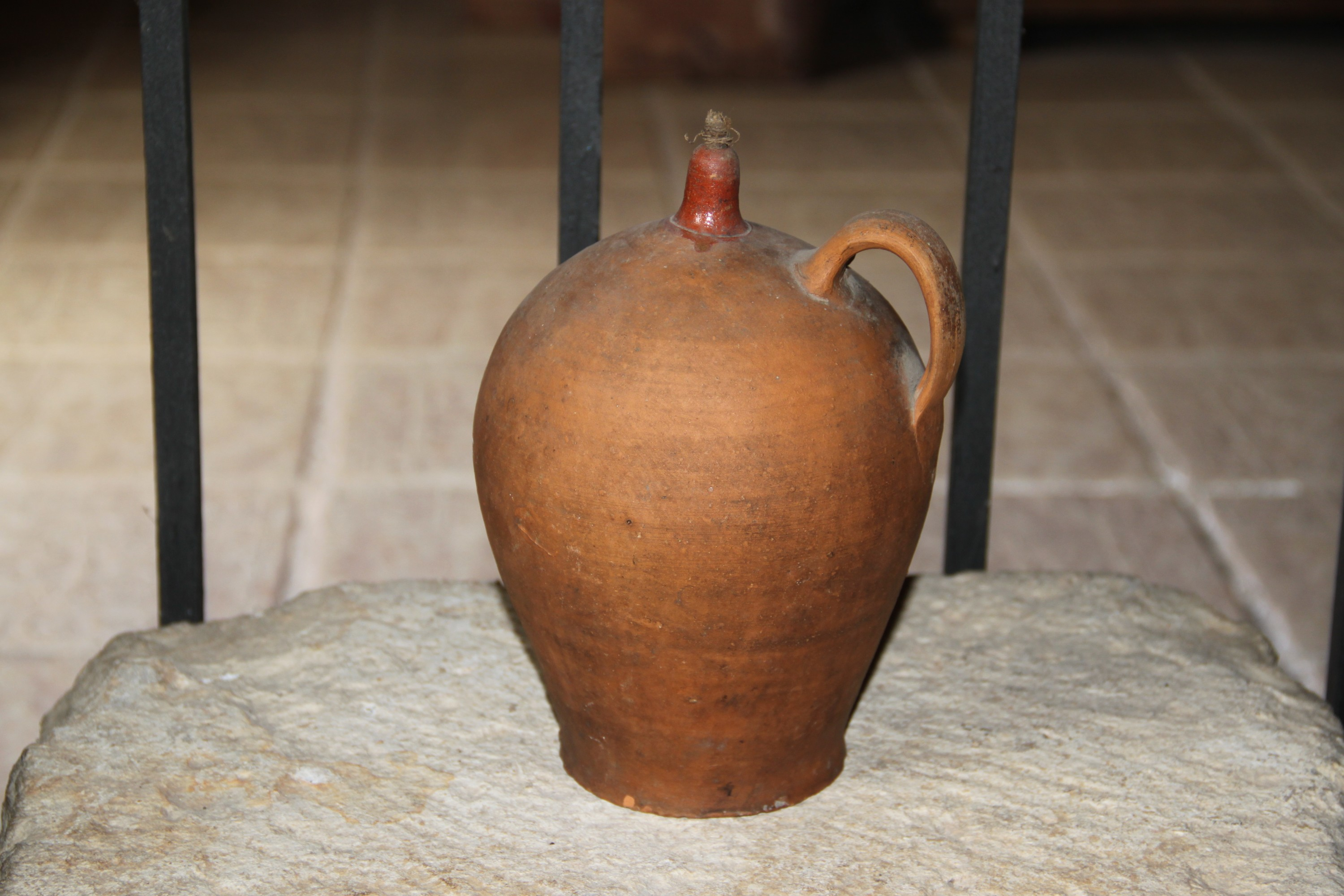
"Botijilla" de la primera mitad del. Museo de las Bodegas Valcabado, Cubillas de Santa Marta (Valladolid).

## Focos históricos
La producción alfarera provincial se documenta a partir del siglo xviii en los registros del Catastro de Ensenada (1752) y en las Memorias políticas y económicas de Eugenio Larruga (1792); mención que más tarde censarían Sebastián Miñano en el Diccionario geográfico-estadístico de España y Portugal (1826 y 1829) y Pascual Madoz en el Diccionario geográfico-estadístico-histórico (1846-1850).
La Guía de los alfares de España, en su edición de 1981, documenta seis focos parcialmente activos en el ámbito geográfico de esta provincia de la vieja Castilla: Arrabal de Portillo, Tiedra, Ataquines, Alaejos, Tudela de Duero y Valladolid capital, a los que se podría añadir también el de Peñafiel. Madoz, por su parte cita tinajerías en Olmedo y Medina de Rioseco.

### Arrabal de Portillo
El arrabal de la villa de Portillo fue uno de los focos más activos de España, con cincuenta fábricas antes de la guerra civil española, de las que aún funcionaban la mitad en 1969. Produjo abundante alfarería de agua (cántaros, botijos, barreños, macetas, huchas y tiestos de resina para la explotación de los pinares. De la alfarería de fuego destacaron sus cazuelas de las que se elaboraban seis tamaños.

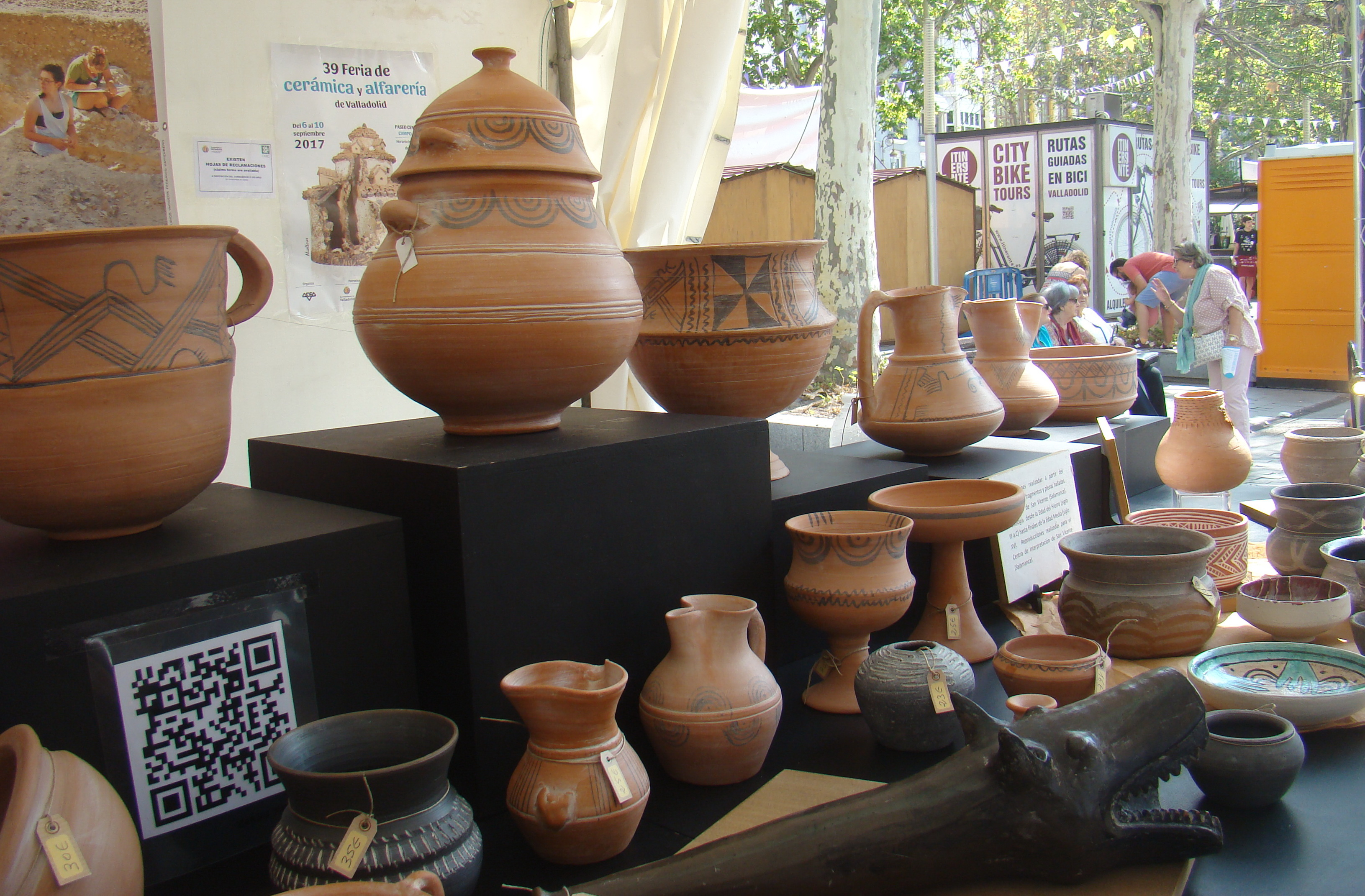
Alfarería de Cabezón de Pisuerga en la Feria de cerámica y alfarería de Valladolid.

### Valladolid
En la capital de la provincia, además de la fábrica de loza citada por Madoz, y otras industrias parejas, la tradición alfarera traída a esta capital por mudéjares procedentes del Reino de Toledo, ha quedado ampliamente reflejada en su callejero y estudiada a partir del material arqueológico recogido en excavaciones de fincas, inmuebles y terrenos del término municipal.